# ای‌سی پروپلوشن ای‌باکس
ای‌سی پروپلوشن ای‌باکس (AC Propulsion eBox) خودرویی است که از سال ۲۰۰۷ تا کنون تولید شده‌است.
این خودرو در کلاس مینی ام‌پی‌وی قرار گرفته، طول آن در حالت طبیعی ۳٬۹۴۴ میلیمتر (۱۵۵٫۳ اینچ)، عرض آن در حالت طبیعی ۱٬۶۸۹ میلیمتر (۶۶٫۵ اینچ)، ارتفاع آن در حالت طبیعی ۱٬۶۴۱ میلیمتر (۶۴٫۶ اینچ) و وزن آن در حالت طبیعی ۱٬۳۸۳ کیلوگرم (۳٬۰۴۹ پوند) است.